# Kralupy u Chomutova
Kralupy u Chomutova (dříve Německé Kralupy, německy Deutsch Kralup) jsou zaniklá vesnice v okrese Chomutov. Stávala asi osm kilometrů jihozápadně od Chomutova a šest kilometrů severovýchodně od Kadaně. Zanikla v roce 1976 v důsledku těžby hnědého uhlí v lomu Nástup.

## Název
Název vesnice je odvozen od procesu loupání kůry (kralupové jsou lidé, kteří koru loupali). V historických pramenech se jméno vyskytuje ve tvarech: Cralupech (993), Cralup (1207), in Kralob (1361), Cralup (1352), Kralup (1405), w Cralupiech (1431), Kralupy (1638), Kralup a Kralupy (1787), Kralupy a Kralupp (1854) nebo Německé Kralupy a Deutsch-Kralup (1872).

## Historie

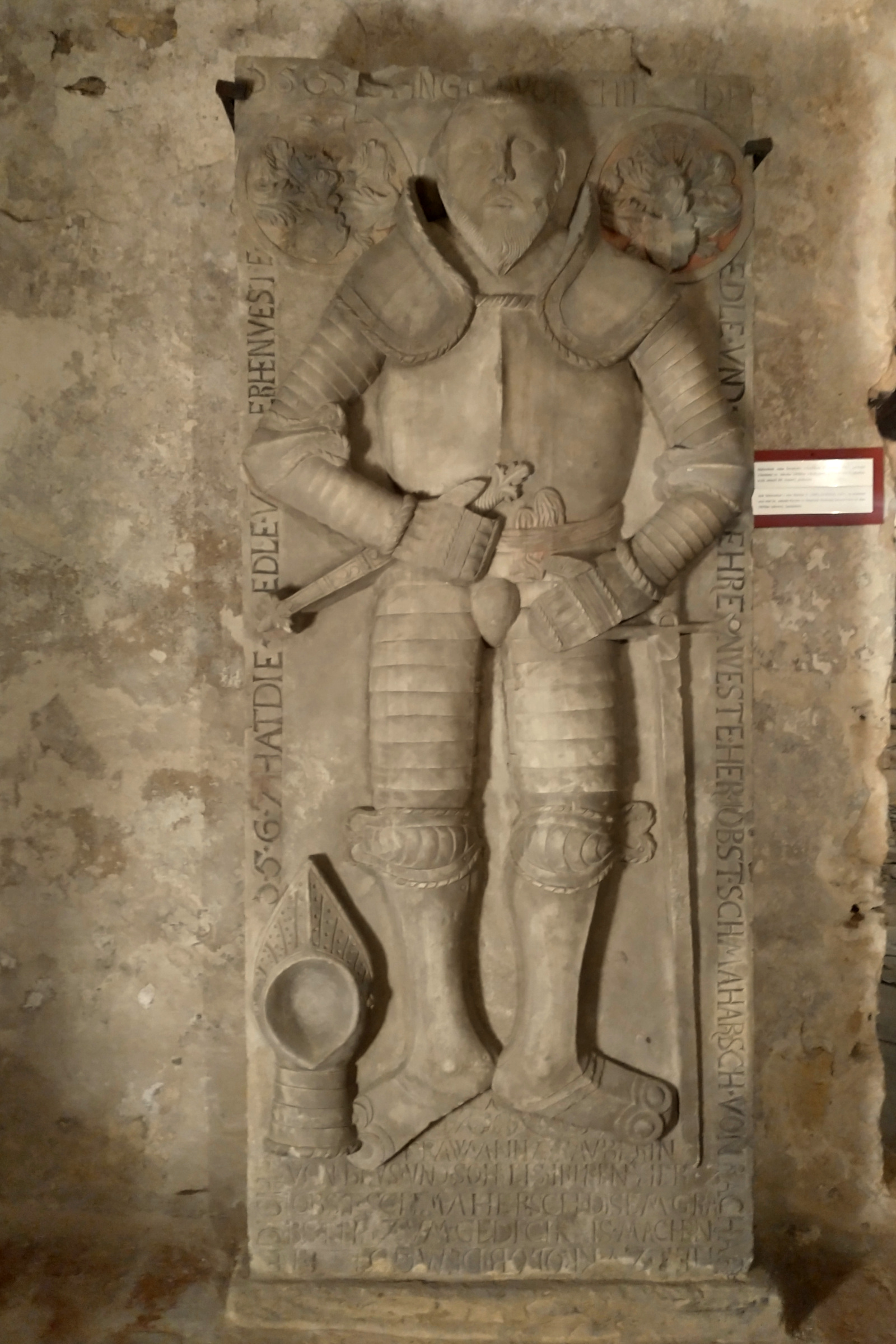
Pískovcový náhrobník Jana Šmohaře z Rochova († 1565) z kralupského kostela

Uvádí se, že první písemná zmínka o Kralupech pochází z roku 993. Ta se však nachází v listině (týkající se práva výběru cla na zdejší obchodní stezce), která je falzem ze třináctého století. Vesnici pravděpodobně založil Jiří z Milevska ve dvanáctém století a daroval ji milevskému klášteru, který ji prokazatelně vlastnil v roce 1207 (podle Rudofla Anděla ji vlastnil Břevnovský klášter). Vesnice stála u obchodní cesty z Prahy do Saska a v roce 1260 se v ní vybíralo clo. Později se Kralupy staly královským majetkem a nejspíše Václav II. je zastavil pánům ze Šumburka, kteří je spravovali jako část hasištejnského panství.
Listina z roku 1344 dokládá existenci kralupské fary a záměr Bedřicha ze Šumburka obnovit zdejší ženský augustiniánský klášter. Ten však nestál přímo v Kralupech, ale severozápadně od Ahníkova, v místech pozdějšího hostince Na Sklepě. Kralupy v dalších obdobích sdílely vlastníky s hasištejnským panstvím. V průběhu patnáctého století se rozrostly natolik, že v roce 1490 byly při dělení lobkovického majetku označeny jako městečko, které připadlo Bohuslavu Hasištejnskému z Lobkovic. Podle práv obnovených roku 1502 králem Vladislavem směli obyvatelé města vyrábět slad, vařit pivo, svobodně obchodovat se solí, provozovat řemesla a mít vlastní soud.
V roce 1538 (nebo 1541) prodal Šebestián Hasištejnský z Lobkovic městečko Jindřichovi z Vidpachu. Ten se zúčastnil stavovského povstání v roce 1547 a po jeho potlačení uprchl ze země. Kralupy připadly královské komoře, od které je roku 1548 koupil Šebestián z Veitmile. Téhož roku král Ferdinand I. povolil městečku užívat městský znak a pečetit zeleným voskem.

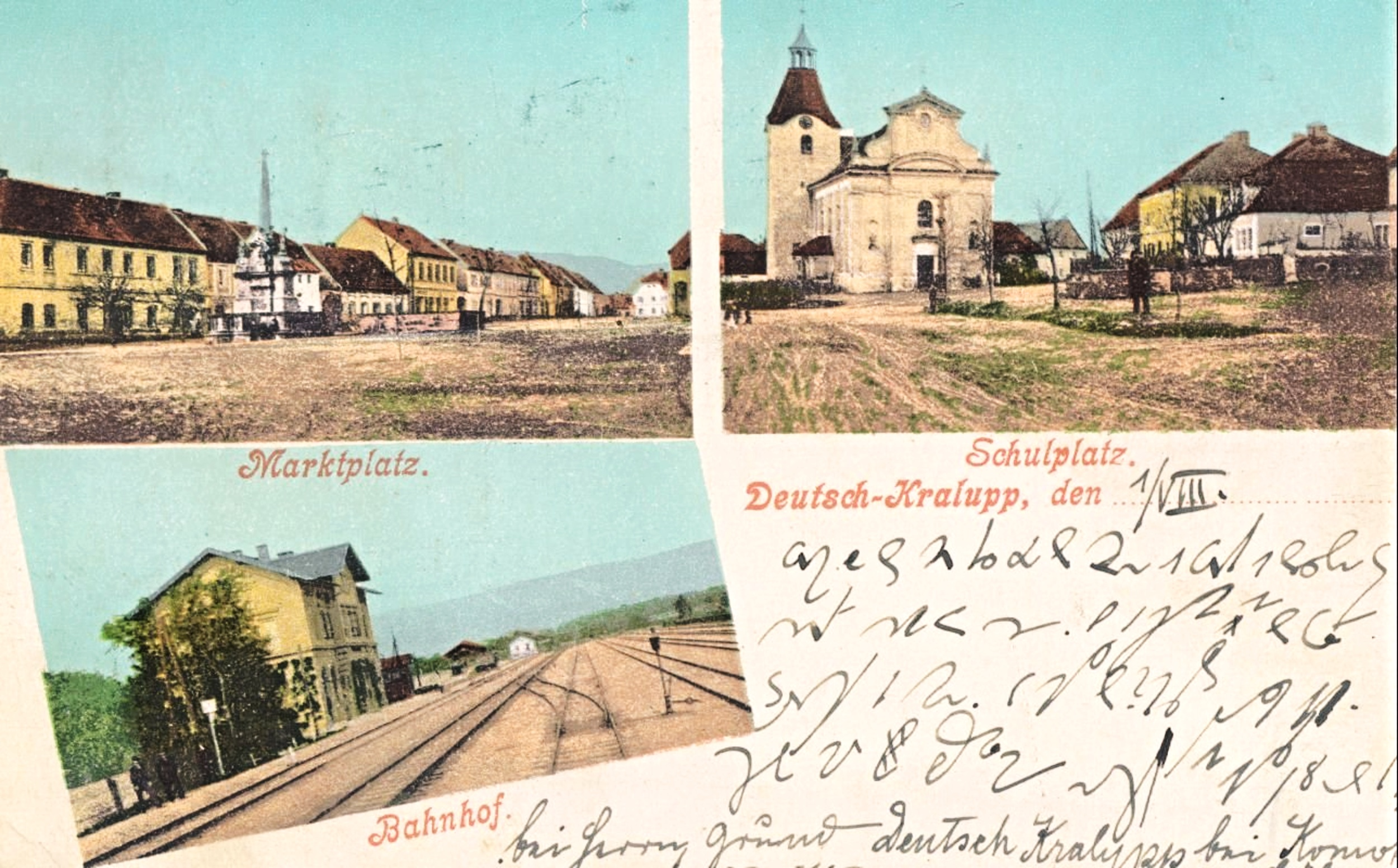
Pohlednice z roku 1899

Dalším majitelem Kralup se roku 1549 stal Brykcí Šmohař z Rochova, který je považován za zakladatele zdejší tvrze. Ta stávala v místech v té době už zaniklého augustiniánského kláštera. Po Brykcím vlastnictví městečka přešlo na Jaroslava Šmohaře, který měšťanům umožnil svobodné se vystěhovat nebo nakládat s majektem v dědickém řízení a zrušil robotní povinnosti. Obyvatelé museli na oplátku platit patnáct grošů za dům a patnáct grošů za každý věrtel pole. Městskou správu zajišťoval rychtář s městskou radou. Město bylo opevněné, mělo školu a vlastní pivovar.
Šmohařům z Rochova městečko patřilo až do stavovského povstání v letech 1618–1620, kdy bylo Joštu Šmohařovi zkonfiskováno. Roku 1623 Kralupy koupil Jaroslav Bořita z Martinic a připojil je k ahníkovskému panství. Nevyužívaná tvrz zpustla a během třicetileté války ji navíc vyplenili Švédové. Kromě vojáků se na životě ve městě podepsaly také nemoci. Jen roku 1632 na ně zemřelo 126 lidí a na mor v roce 1640 dalších padesát. Maxmilián Valentin z Martinic nechal u Chomutovské brány postavit špitál, jehož budova sloužila jako chudobinec až do roku 1945.
Martinicové s městečkem vedli spor o jeho svobody. Vítězem se staly Kralupy a císař Leopold I. jim stará práva roku 1668 potvrdil, a navíc jim povolil pořádat dva výroční a trhy a jeden týdenní trh. V té době mělo město také hrdelní právo. Hlavním zdrojem obživy obyvatel bývalo zemědělství, ale také řemesla. Od roku 1688 zde vznikaly cechy jednotlivých řemesel.
V létě roku 1796 městečko postihl rozsáhlý požár, při kterém shořelo 42 domů, kostel, fara a škola. O rok později byl spuštěn provoz cihelny, která fungovala až do roku 1845. Roku 1850 se Kralupy staly obcí. Od roku 1874 měly Kralupy nádraží na železniční trati Chomutov–Cheb.
První hnědouhelný důl Josef (plným jménem Josef Terezie Bedřich a Augustin) u Kralup existoval od čtyřicátých do padesátých let devatenáctého století. Kromě uhlí se v něm těžily také kamenečné břidlice. Od konce devatenáctého století se na severním okraji obce nacházel důl Elsa (později Ludmila), který v roce 1920 získala Poldina huť. Pracovalo zde 100 až 180 horníků, kteří těžili šest až dvanáct metrů mocnou sloj uloženou v hloubce kolem 110 metrů. Uhlí se odváželo vlečkou ke kralupskému nádraží, odkud se dopravovalo do provozů mateřského podniku. Celková produkce dolu v období 1899 až 1940 činila 1 500 000 tun uhlí.
Po druhé světové válce bylo do roku 1946 vysídleno německé obyvatelstvo. Novým přistěhovalcům byly následujícího roku přidělovány zemědělské usedlosti i živnosti, ale roku 1950 bylo založeno jednotné zemědělské družstvo, do kterého během následujících sedmi let vstoupili, s výjimkou dvou, všichni zemědělci. Družstvo Jednota zde roku 1958 mělo prodejnu potravin, textilu a masa. Jednotné zemědělské družstvo bylo zrušeno v roce 1962 začleněním do Státního statku Ahníkov. Vzniklá Farma ČSSS Kralupy u Chomutova se úspěšně zaměřila na chov dobytka a produkci mléka.
Po uzavření Dolu Ludmila začalo plánování zániku Kralup kvůli rozšiřování povrchové těžby hnědého uhlí v prostoru Lomu Nástup. Zemědělská farma byla rozdělena mezi farmy v Křimově a Málkově. Během první poloviny sedmdesátých let dvacátého století se většina obyvatel odstěhovala do Klášterce nad Ohří, a roku 1975 tak v obci zůstávalo jen šedesát obyvatel. Úředně Kralupy zanikly k 1. říjnu 1976. Jejich katastrální území bylo připojeno k Málkovu.

## Přírodní poměry
Kralupy stávaly v katastrální území Kralupy u Chomutova s rozlohou 7,03 km² asi osm kilometrů jihozápadně od Chomutova v nadmořské výšce okolo 330 metrů. Protékala jimi říčka Hutná. Oblast je součástí Mostecké pánve, resp. jejího okrsku Březenská pánev, tvořeného miocenními jezerními jíly a písky mosteckého souvrství se slojemi hnědého uhlí. Povrch byl v okolí vesnice zcela změněn povrchovou těžbou uhlí.
V rámci Quittovy klasifikace podnebí Kralupy stály v teplé oblasti T2, pro kterou jsou typické průměrné teploty −2 až −3 °C v lednu a 18–19 °C v červenci. Roční úhrn srážek dosahuje 550–700 milimetrů, počet letních dnů je 50–60, počet mrazových dnů se pohybuje mezi 100–110 a sněhová pokrývka zde leží průměrně 40–50 dnů v roce.

## Obyvatelstvo
Při sčítání lidu v roce 1921 zde žilo 1351 obyvatel (z toho 657 mužů), z nichž bylo patnáct Čechoslováků, 1319 Němců a sedmnáct cizinců. Kromě třinácti evangelíků, čtyř židů a tří lidí bez vyznání patřili k římskokatolické církvi. Podle sčítání lidu z roku 1930 měla vesnice 1281 obyvatel: 63 Čechů, 1202 Němců a šestnáct cizinců. Devět se jich hlásilo k evangelickým církvím, sedm k církvi československé, šest k jiné (neuvedené) církvi, jedenáct bylo bez vyznání a ostatní byli římskými katolíky.
|           | 1869 | 1880  | 1890  | 1900  | 1910  | 1921  | 1930  | 1950 | 1961 | 1970 |
| --------- | ---- | ----- | ----- | ----- | ----- | ----- | ----- | ---- | ---- | ---- |
| Obyvatelé | 932  | 1 033 | 1 064 | 1 227 | 1 177 | 1 351 | 1 281 | 832  | 873  | 733  |
| Domy      | 146  | 157   | 160   | 163   | 171   | 183   | 199   | 179  | 180  | 171  |

## Obecní správa a politika
Dne 22. května 1938 se konaly volby do obecních zastupitelstev. Z rozdělených 840 hlasů v Kralupech získaly 716 hlasů Sudetoněmecká strana, 67 hlasů Německá sociální demokracie, KSČ nezískala žádný hlas a 57 hlasů dostaly jiné české strany.

## Školství a spolky

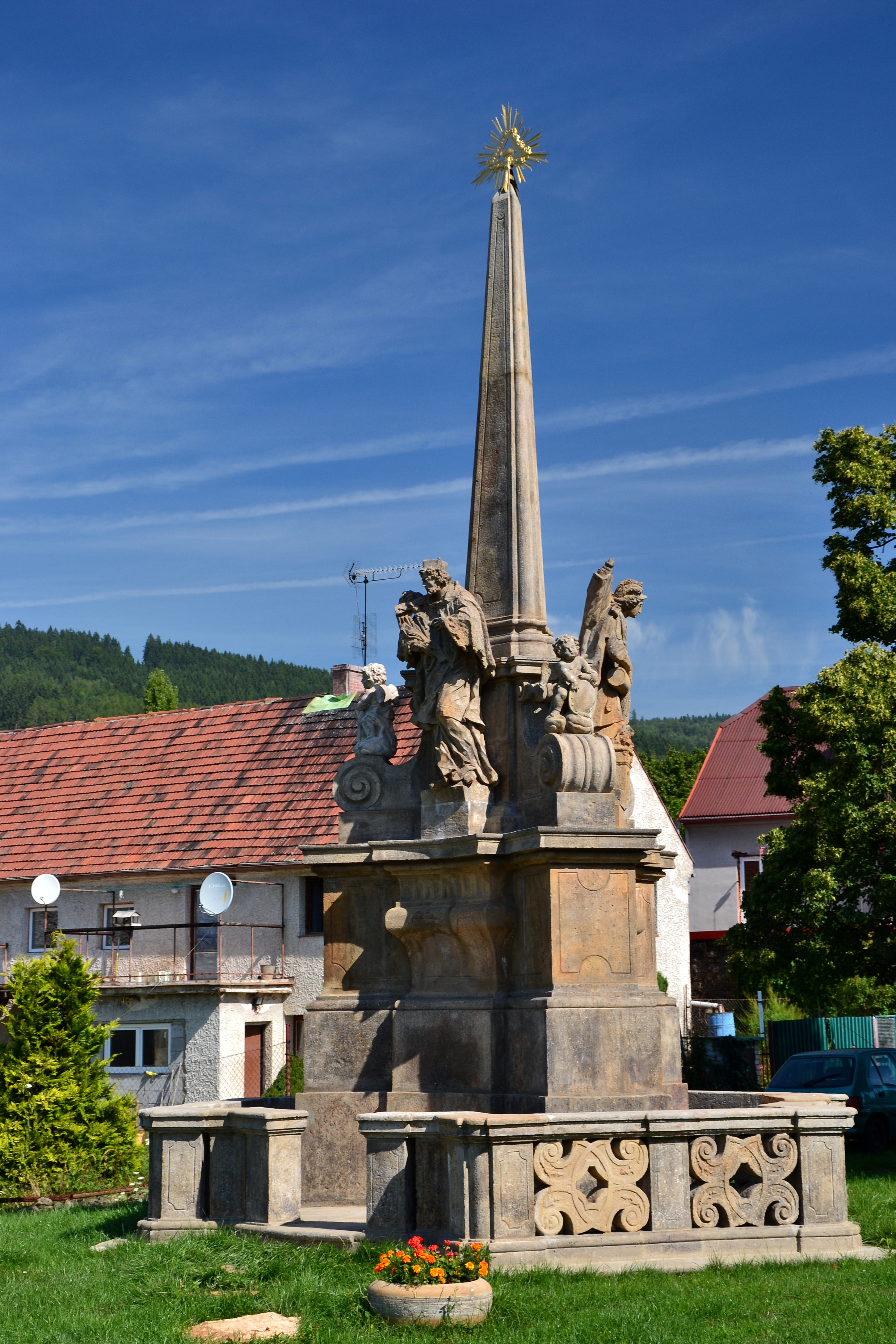
Sloup Nejsvětější Trojice z Kralup stojí v Zelené

Čeští obyvatelé se do Kralup začali stěhovat až ve dvacátém století. Roku 1926 založili pobočku Národní jednoty severočeské, o rok později mateřskou školu a v roce 1930 českou obecní knihovnu. Nejstarší zmínka o kralupské škole pochází z roku 1550. Česká škola byla otevřena až 20. ledna 1926. Měla jednu třídu a na dvojtřídní byla rozšířena o tři roky později. Po druhé světové válce byla škola otevřena 10. července 1945.

## Pamětihodnosti
Dominantou obce byl barokní kostel svatého Jakuba Většího zbořený v roce 1976. Naproti němu bývala přízemní fara s valeně zaklenutými a plochostropými prostorami postavená po požáru v roce 1796. Před farou stávala malá výklenková kaple. Dalšími významnými budovami byly pozdně klasicistní radnice z roku 1848, škola z období 1780–1800 a několikrát přestavovaný hostinec U Čápa z první poloviny osmnáctého století s valeně zaklenutým průjezdem. Kromě nich ve vesnici bývala řada drobných památek:
- barokní obelisk Nejsvětější Trojice z roku 1726 se sochami svatého Jana Nepomuckého, svatého Floriána a svatého Donáta (při likvidaci obce přemístěn do Libědic a v roce 2012 do Zelené[25])
- kamenný kříž před kostelem na soklu s reliéfy svatého Šebestiána, svatého Rocha, svatého Donáta a Panny Marie
- socha svatého Floriána z doby okolo roku 1750 u silnice do Račic
- boží muka z poloviny sedmnáctého století u hřbitova a boží muka z roku 1724 u silnice do Tušimic